# مسولونگی
مِـسولونگی (یونانی: Μεσολόγγι؛ ‏ تلفظ [mesoˈloɲɟi]) یک منطقهٔ مسکونی در یونان است که در غرب این کشور واقع شده‌است واقع شده‌است.
این شهر مطابق سرشماری سال ۲۰۱۱ میلادی، ۳۴٬۴۱۶ نفر جمعیت دارد.
مِـسولونگی مکان محاصره‌ای بزرگ در جریان جنگ استقلال یونان و همچنین محل مرگ لرد بایرون بود.

## خواهرخوانده
شهرهای ، فاماگوستا، کالاوریتا، لارنس، کانزاس، گدلینگ و نائوسا خواهرخوانده‌های مسولونگی هستند.